# Hnyłopjat´
Hnyłopjat´ (ukr. Гнилоп'ять) – rzeka na Ukrainie, w obwodach winnickim i żytomierskim, prawy dopływ Teterewa (dorzecze Dniepru). Ma 99 km długości, a jej dorzecze zajmuje powierzchnię 1312 km². Źródła znajdują się nieopodal Koziatyna. W górnym biegu rzeka płynie zabagnioną doliną o szerokości do 3 km i głębokości do 30 m. Koryto jest kręte i ma do 20 m szerokości. Maksymalna głębokość rzeki to 1,5 m. Spadek rzeki wynosi 1,1 m/km. Hnyłopjat´ zasilana jest przeważnie wodami pochodzącymi z topnienia śniegów. Zamarza w okresie od początku grudnia do połowy marca. Na rzece występują sztuczne zbiorniki, a jej wody wykorzystywane są do celów gospodarczych i technicznych, a także do nawadniania. Przepływa przez miasto Berdyczów.
Nazwa rzeki jest złożona z dwu członów: гнил- (hnył-) oraz -п'ят (-pjat). Pierwszy odnosi się do przymiotnika гнилий (hnyłyj od psł. *gnilъ(jь)), czyli ‘gniły’, a w odniesieniu do wody lub zbiornika ‘zastały, zatęchły, nieświeży’. Drugi człon powiązany jest z rzeczownikiem пята (piata, por. srus. пята езовая, pjata ezovaja ‘ziemia’, prawdopodobnie refleks pie. *pet- ‘rozciągać się, rozszerzać się’) w znaczeniu ‘miejsce, w którym przebiegały granice trzech ziem’ lub ‘granica’. Apostrof (twarda wymowa wargowego [p]) i znak miękki na końcu, nadający nazwie rodzaj żeński, pojawiły się później, prawdopodobnie przez skojarzenie z liczebnikiem п'ять (pjat´ ‘pięć’) lub wyrazem pospolitym п'ята (pjata ‘pięta’). W języku polskim nazwa występuje w wielu formach, m.in.: Hnyłopiat, Hniłopiat, Gniłopiat, Hnyłopiata, Hniłopiata, Gniłopiata, Hniłopiać, Gniłopiać.